# Nyctimene sanctacrucis
Nyctimene sanctacrucis — вид рукокрилих, родини Криланових. 

## Середовище проживання
Країни поширення: Соломонові острови. 